# 朱轼墓
朱轼墓位于中国江西省高安市村前镇龙溪村，是清大学士兼吏部尚书朱轼的墓冢，2006年被列为第六批全国重点文物保护单位。
朱轼（1665年－1736年），高安艮下人，于清康熙、雍正、乾隆三朝历任刑部主事、浙江巡抚、吏部尚书等职。乾隆元年九月十七日卒于京城，次年归葬故里。
朱轼墓坐落于龙溪村树子坑剑形山的缓坡上，三面环山。墓地呈长方形，南北长约160米，东西宽约60米，有神道碑、墓表、石牌坊、石鹿、石马、石兽、石俑、无字神道碑、拜坪、墓冢等，沿中轴线对称分布。其墓葬规模大、雕刻精，在清朝大臣墓葬中较为罕见。